# Тавтология (логика)
Тавтологией в логике называется тождественно истинное высказывание.
Тот факт, что формула A — тавтология, обозначается {\displaystyle \vDash A}. В каждом логическом исчислении имеется своё множество тавтологий.
Тавтология также является результатом функции идентичности {\displaystyle \mathrm {id} }, так что {\displaystyle \mathrm {id} (x)=x}.

## Построение тавтологий
Для выяснения того, является ли данная формула тавтологией, в алгебре высказываний есть простой способ — построение таблицы истинности. В исчислении высказываний тавтологиями являются аксиомы (точнее — схемы аксиом), а также все формулы, которые можно получать из известных тавтологий с помощью заданных правил вывода (чаще всего это Modus ponens и правило подстановки). Проверка, является ли данная формула в исчислении высказываний тавтологией, более сложна, а также зависит от системы аксиом и доступных правил вывода.

Проблема определения того, является ли произвольная формула в логике предикатов тавтологией, алгоритмически неразрешима.

## Примеры тавтологий

### Тавтологии исчисления высказываний (и алгебры высказываний)
- {\displaystyle A\rightarrow A} («Из A следует A») — закон тождества
- {\displaystyle (A)\lor (\lnot A)} («A или не-A») — закон исключённого третьего
- {\displaystyle \neg (P\land \neg P)} — закон отрицания противоречия
- {\displaystyle \neg \neg P\rightarrow P} — закон двойного отрицания
- {\displaystyle (P\leftrightarrow Q)\leftrightarrow (\neg Q\leftrightarrow \neg P)} — закон противоположности
- {\displaystyle (P\land Q)\leftrightarrow (Q\land P)} — коммутативность конъюнкции
- {\displaystyle (P\lor Q)\leftrightarrow (Q\lor P)} — коммутативность дизъюнкции
- {\displaystyle [(P\land Q)\land R]\leftrightarrow [P\land (Q\land R)]} — ассоциативность конъюнкции
- {\displaystyle [(P\lor Q)\lor R]\leftrightarrow [P\lor (Q\lor R)]} — ассоциативность дизъюнкции
- {\displaystyle (P\land (P\rightarrow Q))\rightarrow Q}
- {\displaystyle A\rightarrow (B\rightarrow A)} (истина следует из чего угодно)
- {\displaystyle (A\rightarrow B)\wedge (B\rightarrow C)\rightarrow (A\rightarrow C)} — правило цепного заключения
- {\displaystyle (A\vee B)\wedge C\leftrightarrow (A\wedge C)\vee (B\wedge C)} — дистрибутивность конъюнкции относительно дизъюнкции
- {\displaystyle (A\wedge B)\vee C\leftrightarrow (A\vee C)\wedge (B\vee C)} — дистрибутивность дизъюнкции относительно конъюнкции
- {\displaystyle (P\land P)\leftrightarrow P} — идемпотентность конъюнкции
- {\displaystyle (P\lor P)\leftrightarrow P} — идемпотентность дизъюнкции
- {\displaystyle (P\rightarrow Q)\leftrightarrow (\neg P\lor Q)}
- {\displaystyle (P\leftrightarrow Q)\leftrightarrow ((P\leftrightarrow Q)\land (Q\leftrightarrow P))}
- {\displaystyle (P\land (Q\lor P)\leftrightarrow P} — первый закон поглощения
- {\displaystyle (P\lor (Q\land P)\leftrightarrow P} — второй закон поглощения
- {\displaystyle \neg (A\wedge B)\leftrightarrow (\neg A\vee \neg B)} — первый закон де Моргана
- {\displaystyle \neg (A\vee B)\leftrightarrow (\neg A\wedge \neg B)} — второй закон де Моргана
- {\displaystyle (A\rightarrow B)\leftrightarrow (\neg B\rightarrow \neg A)} — закон контрапозиции
- Если {\displaystyle \vDash F(X_{1},...,X_{n})} и {\displaystyle H_{1},...,H_{n}} — формулы, то {\displaystyle \vDash F(H_{1},...,H_{n})} (правило подстановки)

### Тавтологии исчисления предикатов (и алгебры предикатов)
- Если {\displaystyle F(X_{1},...,X_{n})} - тавтология в исчислении высказываний и {\displaystyle P_{1},...,P_{n}} - предикаты, то {\displaystyle F(P_{1},...,P_{n})} - тавтология в исчислении предикатов
- {\displaystyle \neg (\forall x)P(x)\leftrightarrow (\exists x)\neg P(x)}

{\displaystyle \neg (\exists x)P(x)\leftrightarrow (\forall x)\neg P(x)} (закон де Моргана)
- {\displaystyle (\forall x)(P(x)\wedge Q(x))\leftrightarrow (\forall x)P(x)\wedge (\forall x)Q(x)}
- {\displaystyle (\exists x)(P(x)\vee Q(x))\leftrightarrow (\exists x)P(x)\vee (\exists x)Q(x)}
- {\displaystyle Q\leftrightarrow (\exists x)Q}
- {\displaystyle Q\leftrightarrow (\forall x)Q}
- {\displaystyle (\forall x)P(x)\rightarrow P(y)}
- {\displaystyle P(y)\rightarrow (\exists x)P(x)}
- {\displaystyle (\forall x)(\forall y)P(x,y)\leftrightarrow (\forall y)(\forall x)P(x,y)}
- {\displaystyle (\exists x)(\exists y)P(x,y)\leftrightarrow (\exists y)(\exists x)P(x,y)}
- {\displaystyle (\exists x)(\forall y)P(x,y)\rightarrow (\forall y)(\exists x)P(x,y)}